# 沃爾多 (阿肯色州)
沃爾多（英語：Waldo）是一個位於美國阿肯色州哥倫比亞縣的城市。

## 地理
沃爾多的座標為33°21′07″N 93°17′40″W / 33.35194°N 93.29444°W，而該地的平均海拔高度為110米（即361英尺）。

## 人口
根據2020年美國人口普查的數據，沃爾多的面積為6.05平方千米，當中陸地面積為6.05平方千米，而水域面積為0.00平方千米。當地共有人口1151人，而人口密度為每平方千米190人。